# Y. Montand
Albums de Yves Montand
Yves montand chante ses derniers succès Chansons populaires de France par Yves Montand
Y. Montand est le cinquième album studio d'Yves Montand publié en 1955 par Odeon.

## Édition originale de1955

### Style de l'album
- chanson française, poèmes mis en musique, valse, swing, jazz.
- récital, music-hall